# Bislett Games 2019
Navigation
Édition précédente Édition suivante
Le  meeting des Bislett Games 2019 se déroule le 13 juin 2019 au Stade du Bislett d'Oslo, en Norvège. Il constitue la cinquième étape de la Ligue de diamant 2019.

## Résultats

### Hommes
| Rang | Athlète           | Temps        | Points |
| ---- | ----------------- | ------------ | ------ |
| 1    | Christian Coleman | 9 s 85 (WL)  | 8      |
| 2    | Xie Zhenye        | 10 s 01 (SB) | 7      |
| 3    | Mike Rodgers      | 10 s 04      | 6      |
| 4    | Filippo Tortu     | 10 s 10      | 5      |
| 5    | Yūki Koike        | 10 s 15      | 4      |
| 6    | Chijindu Ujah     | 10 s 18      | 3      |
| 7    | Tommy Ramdhan     | 10 s 28 (SB) | 2      |
| 8    | Reece Prescod     | 10 s 76      | 1      |

| Rang | Athlète            | Temps                  | Points |
| ---- | ------------------ | ---------------------- | ------ |
| 1    | Marcin Lewandowski | 3 min 52 s 34 (WL, NR) | 8      |
| 2    | Vincent Kibet      | 3 min 52 s 38          | 7      |
| 3    | Ayanleh Souleiman  | 3 min 52 s 66          | 6      |
| 4    | John Gregorek      | 3 min 52 s 94 (PB)     | 5      |
| 5    | Clayton Murphy     | 3 min 52 s 97          | 4      |
| 6    | Jakob Ingebrigtsen | 3 min 53 s 04          | 3      |
| 7    | Ryan Gregson       | 3 min 53 s 51          | 2      |
| 8    | Kalle Berglund     | 3 min 53 s 83 (NR, PB) | 1      |

| Rang | Athlète                  | Temps                  | Points |
| ---- | ------------------------ | ---------------------- | ------ |
| 1    | Selemon Barega           | 7 min 32 s 17 (WL, PB) | 8      |
| 2    | Joshua Cheptegei         | 7 min 33 s 26 (PB)     | 7      |
| 3    | Nicholas Kipkorir Kimeli | 7 min 34 s 85 (PB)     | 6      |
| 4    | Henrik Ingebrigtsen      | 7 min 36 s 85 (NR, PB) | 5      |
| 5    | Birhanu Balew            | 7 min 37 s 37          | 4      |
| 6    | Stewart McSweyn          | 7 min 38 s 22          | 3      |
| 7    | Andrew Hunter            | 7 min 39 s 85 (PB)     | 2      |
| 8    | Ben True                 | 7 min 40 s 49          | 1      |

| Rang | Athlète         | Temps                | Points |
| ---- | --------------- | -------------------- | ------ |
| 1    | Karsten Warholm | 47 s 33 (AR, MR, PB) | 8      |
| 2    | Thomas Barr     | 49 s 11 (SB)         | 7      |
| 3    | Kyron McMaster  | 49 s 12 (SB)         | 6      |
| 4    | David Kendziera | 49 s 27              | 5      |
| 5    | Takatoshi Abe   | 49 s 78              | 4      |
| 6    | Patryk Dobek    | 49 s 80              | 3      |
| 7    | TJ Holmes       | 50 s 60              | 2      |

| Rang | Athlète             | Temps        | Points |
| ---- | ------------------- | ------------ | ------ |
| 1    | Sam Kendricks       | 5,91 m (=SB) | 8      |
| 2    | Piotr Lisek         | 5,81 m (SB)  | 7      |
| 3    | Cole Walsh          | 5,81 (PB)    | 6      |
| 4    | Armand Duplantis    | 5,81 m       | 5      |
| 5    | Paweł Wojciechowski | 5,71 m (SB)  | 4      |
| 6    | Seito Yamamoto      | 5,61 m (=SB) | 3      |
| 7    | Sondre Guttormsen   | 5,61 m (SB)  | 2      |
| 8    | Alioune Sène        | 5,51 m       | 1      |

| Rang | Athlète          | Marque  | Points |
| ---- | ---------------- | ------- | ------ |
| 1    | Johannes Vetter  | 85,27 m | 8      |
| 2    | Magnus Kirt      | 84,74 m | 7      |
| 3    | Cheng Chao-Tsun  | 84,30 m | 6      |
| 4    | Andreas Hofmann  | 82,92 m | 5      |
| 5    | Jakub Vadlejch   | 82,73 m | 4      |
| 6    | Thomas Röhler    | 82,63 m | 3      |
| 7    | Bernhard Seifert | 82,33 m | 3      |
| 8    | Shivpal Singh    | 80,87 m | 1      |

### Femmes
| Rang | Athlète               | Temps        | Points |
| ---- | --------------------- | ------------ | ------ |
| 1    | Dafne Schippers       | 22 s 56 (SB) | 8      |
| 2    | Crystal Emmanuel      | 22 s 89 (SB) | 7      |
| 3    | Jenna Prandini        | 23 s 10      | 6      |
| 4    | Gabrielle Thomas      | 23 s 11      | 5      |
| 5    | Jamile Samuel         | 23 s 21      | 4      |
| 6    | Kyra Jefferson        | 23 s 23      | 3      |
| 7    | Vitória Cristina Rosa | 23 s 26      | 2      |
| 8    | Helene Rønningen      | 24 s 16      | 1      |

| Rang | Athlète           | Temps        | Points |
| ---- | ----------------- | ------------ | ------ |
| 1    | Christina Clemons | 12 s 69      | 8      |
| 2    | Sharika Nelvis    | 12 s 74      | 7      |
| 3    | Elvira Herman     | 12 s 84      | 6      |
| 4    | Cindy Roleder     | 12 s 93 (SB) | 5      |
| 5    | Nadine Visser     | 13 s 00 (SB) | 4      |
| 6    | Isabelle Pedersen | 13 s 08 (SB) | 3      |
| 7    | Nooralotta Neziri | 13 s 18      | 2      |
|      | Brianna McNeal    | DQ           |        |

| Rang | Athlète           | Temps   | Points |
| ---- | ----------------- | ------- | ------ |
| 1    | Sydney McLaughlin | 54 s 16 | 8      |
| 2    | Dalilah Muhammad  | 54 s 35 | 7      |
| 3    | Shamier Little    | 54 s 92 | 6      |
| 4    | Kori Carter       | 55 s 67 | 5      |
| 5    | Amalie Iuel       | 55 s 80 | 4      |
| 6    | Hanna Ryzhykova   | 56 s 26 | 3      |
| 7    | Lea Sprunger      | 56 s 46 | 2      |
| 8    | Meghan Beesley    | 57 s 13 | 1      |

| Rang | Athlète               | Temps                 | Points |
| ---- | --------------------- | --------------------- | ------ |
| 1    | Norah Jeruto          | 9 min 3 s 71 (WL, MR) | 8      |
| 2    | Beatrice Chepkoech    | 9 min 4 s 30 (SB)     | 7      |
| 3    | Hyvin Jepkemoi        | 9 min 7 s 56          | 6      |
| 4    | Emma Coburn           | 9 min 8 s 42          | 5      |
| 5    | Daisy Jepkemei        | 9 min 10 s 54 (PB)    | 4      |
| 6    | Celliphine Chespol    | 9 min 15 s 04         | 3      |
| 7    | Peruth Chemutai       | 9 min 16 s 72 (SB)    | 2      |
| 8    | Gesa Felicitas Krause | 9 min 20 s 31 (PB)    | 1      |

| Rang | Athlète            | Temps        | Points |
| ---- | ------------------ | ------------ | ------ |
| 1    | Mariya Lasitskene  | 2,01 m (WL)  | 8      |
| 2    | Erika Kinsey       | 1,96 m (=SB) | 7      |
| 3    | Mirela Demireva    | 1,94 m (SB)  | 6      |
| 4    | Karyna Taranda     | 1,94 m       | 5      |
| 5    | Iryna Gerashchenko | 1,94 m       | 4      |
| 6    | Yuliya Levchenko   | 1, 94 m (SB) | 3      |
| 7    | Tonje Angelsen     | 1,88 m       | 2      |
| 8    | Morgan Lake        | 1,85 m       | 1      |

| Rang | Athlète                   | Marque       | Points |
| ---- | ------------------------- | ------------ | ------ |
| 1    | Caterine Ibargüen         | 14,79 m (WL) | 8      |
| 2    | Keturah Orji              | 14,53 m      | 7      |
| 3    | Shanieka Ricketts         | 14,41 m      | 6      |
| 4    | Kimberly Williams-Paisley | 14,36 m      | 5      |
| 5    | Paraskeví Papahrístou     | 14,34 m (SB) | 4      |
| 6    | Olha Saladukha            | 14,30 m      | 3      |
| 7    | Patrícia Mamona           | 14,09 m      | 3      |
| 8    | Kristin Gierisch          | 13,71 m      | 1      |

| \| Rang \| Athlète \| Temps \| Points \| \| ---- \| ------------------- \| ------- \| ------ \| \| 1 \| Gong Lijiao \| 19,51 m \| 8 \| \| 2 \| Chase Ealey \| 19,20 m \| 7 \| \| 3 \| Fanny Roos \| 18,75 m \| 6 \| \| 4 \| Danniel Thomas-Dodd \| 18,67 m \| 5 \| \| 5 \| Christina Schwanitz \| 18,48 m \| 4 \| \| 6 \| Aliona Dubitskaya \| 18,41 m \| 3 \| \| 7 \| Jessica Ramsey \| 1,88 m \| 2 \| \| 8 \| Michelle Carter \| 1,85 m \| 1 \| |                     |         |        |
| Rang | Athlète             | Temps   | Points |
| 1 | Gong Lijiao         | 19,51 m | 8      |
| 2 | Chase Ealey         | 19,20 m | 7      |
| 3 | Fanny Roos          | 18,75 m | 6      |
| 4 | Danniel Thomas-Dodd | 18,67 m | 5      |
| 5 | Christina Schwanitz | 18,48 m | 4      |
| 6 | Aliona Dubitskaya   | 18,41 m | 3      |
| 7 | Jessica Ramsey      | 1,88 m  | 2      |
| 8 | Michelle Carter     | 1,85 m  | 1      |

## Légende
Records et Performances
- AR : Record continental (area record)
- CR : Record des championnats (championship record)
- MR : Record du meeting (meet record)
- NR : Record national (national record)
- OR : Record olympique (olympic record)
- PR : Record paralympique (paralympic record)
- PB : Record personnel (personal best)
- SB : Meilleure performance personnelle de la saison (season's best)
- WL : Meilleure performance mondiale de l'année (world leader)
- WJR : Record du monde junior (world junior record)
- WR : Record du monde (world record)

Circonstances et Conditions
- DNF : N'a pas terminé (did not finish)
- DNS : N'a pas pris le départ (did not start)
- DQ : Disqualification (disqualification)
- NM : Aucun essai valable enregistré (No Mark)
- Q : Qualifié « directement » au prochain tour (ou à la prochaine compétition), lors d'une compétition majeure, grâce au classement ou à la réalisation des minima (automatic qualifier)
- q : Qualifié au prochain tour (ou à la prochaine compétition), lors d'une compétition majeure, grâce au repêchage ou à la réalisation de l'une des meilleures performances parmi celles des « non qualifiés directement » (grâce au meilleur temps ou à la meilleure distance par exemple) (secondary qualifier)